# Winthemia sponsa
Winthemia sponsa là một loài ruồi trong họ Tachinidae.